# Clathromangelia granum
Clathromangelia granum là một loài ốc biển, là động vật thân mềm chân bụng sống ở biển trong họ Clathurellidae, họ ốc cối.

## Miêu tả
Loài này có vỏ dài 7 mm

## Phân bố
Loài này phân bố ở các vùng nước thuộc châu Âu và ở Địa Trung Hải